# Григорий XII
Григорий XII (лат. Gregorius PP. XII, в миру — Анджело Коррер, итал. Angelo Corraro (Correr, Corer); 1325/1336 — 18 октября 1417 года) — папа римский с 30 ноября 1406 года по 4 июля 1415 года. Второй из всего трёх понтификов в истории католической церкви (не считая антипап), отрёкшихся от сана; в XIII веке известно отречение Целестина V, в XXI веке — Бенедикта XVI.

## Биография
Анджело Коррер происходил из Венеции. Епископ Кастелло с 1380 по 1390. Апостольский администратор епархии Корони с 1395 по 1406. Латинский патриарх Константинополя с 1390 по 1405 (апостольский администратор с 1405 по 1409). Апостольский легат в Анконской марке с 1405 по 1406. Кардинал-священник с титулом церкви Сан-Марко с 1405 по 1406.

### Папство
Он был избран папой на римском конклаве 30 ноября 1406 года и принял имя Григорий XII. Продолжавшийся уже несколько десятилетий Великий западный раскол в церкви вызывал всеобщее недовольство; новоизбранный папа, взойдя на престол, заявил, что готов отречься от папства, если то же самое сделает его соперник — авиньонский папа Бенедикт XIII.
Активные призывы кардиналов, французского короля Карла VI и авторитетного в то время Парижского университета привели к договорённости о личной встрече обоих пап в Савоне. Папы прибыли в город каждый со своими вооружёнными сторонниками; переговоры, едва начавшись, провалились.
Упорство пап вызвало всеобщее недовольство. Всё больше королевских дворов отказывали в поддержке как Авиньону, так и Риму. Инициативу взяла в свои руки кардинальская коллегия, которая в 1409 году созвала в Пизе собор. На него съехались 24 кардинала, много епископов, а также представители королевских дворов и университетов. Ни Григорий XII, ни Бенедикт XIII на соборе не присутствовали, хотя Григорий прислал своего представителя, который должен был изложить его точку зрения. После дебатов оба отсутствующих папы были объявлены схизматиками, и был избран новый папа — кардинал Пётр Филарг, францисканец, родившийся на Крите. Он принял имя Александр V.
Пизанский собор не устранил раскол, а только лишь его усугубил. И Бенедикт XIII и Григорий XII не признали результатов собора, вследствие чего за власть в церкви боролись уже не два, а три папы. В это же время в империи за императорское кресло боролись три претендента. Хаос в западном христианстве достиг высшей точки. Выход из него мог указать только Вселенский собор. Он был созван горсткой кардиналов, но по инициативе людей, обладающих властью и несущих ответственность за институт церкви: ими были король германский и венгерский Сигизмунд Люксембургский, епископы важнейших епархий, представители университетов.

### Отречение и смерть
Созванный в 1414 году с согласия Иоанна XXIII — преемника пизанского папы Александра V, собор в Констанце восстановил единство Католической церкви. Пизанский папа Иоанн XXIII тайно сбежал из Констанца, а потом объявил о своей отставке. 4 июля 1415 года доверенное лицо Григория XII Карло Малатеста зачитал от имени папы текст об отречении, которое было принято собором. Лишь Бенедикт XIII отказался отречься, а потому был низложен собором и предан анафеме. Констанцский собор избрал в качестве всеми признанного папы Оддоне Колонна, принявшего имя Мартин V.
Григорий XII сохранил за собой титул кардинала. 9 ноября 1415 стал кардиналом-епископом Фраскати и деканом Священной Коллегии кардиналов. После отречения он удалился в Анкону, где через два года после отречения скончался.